# Сен-Максимен, Аллан
Алла́н Ирене́ Сен-Максиме́н (фр. Allan Irénée Saint-Maximin; 12 марта 1997, Шатне-Малабри, Франция) — французский футболист, вингер мексиканского клуба «Америка».

## Клубная карьера
В возрасте 14 лет перешёл в футбольную школу «Сент-Этьена». Хорошо зарекомендовал себя и с 16 лет стал играть за вторую команду.
1 сентября 2013 года, на волне успешных выступлений, дебютировал в основной команде французов в поединке 4 тура Лиги 1 против «Бордо», выйдя на замену на 69-й минуте вместо Ромена Амума.
31 июля 2015 года права на футболиста приобрело «Монако», которое тут же отдало его в аренду в немецкий «Ганновер 96». 22 августа 2015 года дебютировал в Бундеслиге, в поединке «Ганновера» против «Байера», выйдя на замену на 60-й минуте вместо Мевлюта Эрдинча.
Сезон 2016/17 провел в аренде в «Бастии», где провёл 33 матча в Лиге 1, в которых забил три гола и отдал три голевые передачи.
7 августа 2017 года перешел в «Ниццу».
14 сентября 2017 года в матче с «Зюлте-Варегем», забил свой первый гол в Лиге Европы.
2 августа 2019 года подписал контракт с английским клубом «Ньюкасл Юнайтед» сроком на 6 лет. Сумма сделки составила 18 млн евро. 5 декабря забил свой первый гол за «Ньюкасл» в матче против «Шеффилд Юнайтед».

## Международная карьера
С 2013 года привлекается в юношеские сборные Франции.